# HD173650
HD173650 — хімічно пекулярна зоря спектрального класу A0, що має видиму зоряну величину в смузі V приблизно  6,5.
Вона  розташована на відстані близько 699,9 світлових років від Сонця.

## Фізичні характеристики
Зоря HD173650 обертається 
порівняно повільно 
навколо своєї осі. Проєкція її екваторіальної швидкості на промінь зору становить  Vsin(i)= 33км/сек.
Телескоп Гіппаркос зареєстрував фотометричну змінність  даної зорі з періодом    9,97 доби в межах від  Hmin= 6,56 до  Hmax= 6,51.

## Пекулярний хімічний склад
Зоряна атмосфера HD173650 має підвищений вміст 
Si
.

## Магнітне поле
Спектр даної зорі вказує на наявність магнітного поля у її зоряній атмосфері.
Напруженість повздовжної компоненти поля оціненої з аналізу
наявних ліній металів
становить  326,3± 275,9 Гаус.